# Knights of Ak-Sar-Ben
Die Knights of Ak-Sar-Ben Foundation (engl. Ritter von Ak-Sar-Ben) kurz Aksarben Foundation ist eine bürgerliche Organisation in der Stadt Omaha im US-Bundesstaat Nebraska.
Das Hauptanliegen der nun schon mehr als hundert Jahre bestehenden Organisation ist die kulturelle Bereicherung der Stadt Omaha.
„Ak-Sar-Ben“ stellt den rückwärts geschriebenen Namen des Staates Nebraska dar und wurde später zum Namen des auf Initiative der Knights of Ak-Sar-Ben errichteten Kulturzentrums von Omaha.

## Geschichte
Im Jahre 1895 war die Stadt Omaha Heimat des Nebraska State Fair, der Staatsparade von Nebraska. Da es aber keine familienfreundliche Form der Freizeitgestaltung in der Stadt gab, sollte das State Fair in die Stadt Lincoln abwandern.
Um dies zu verhindern trafen am 28. März 1895 rund 60 Geschäftsleute aus der Stadt zusammen. 12 von ihnen gründeten resultierend das Exekutivkomitee der Geschäftsmännervereinigung von Omaha.
Auf Reisen zum Mardi Gras in New Orleans und Veranstaltungen in anderen Städten der Vereinigten Staaten fanden diese Leute jeweilige städtische Organisationen vor, nach deren Vorbild später auch in Omaha eine entstehen sollte.
Während der Rückreise behauptete einer jener zwölf Herren, in Omaha verlaufe alles verkehrt herum und schlug daraufhin vor die städtische Organisation, die zur kulturellen Bereicherung gegründet werden sollte, solle doch den rückwärts ausgesprochenen Namen ihres Staates Nebraska tragen.
So kam es dann auch und die Knights of Ak-Sar-Ben waren gegründet. Diese machten es zu ihrer Aufgabe „ein blühendes Herzland“ zu gründen, in dem Gemeinschaften florieren und alle Kinder Erfolg haben können. Die Organisation besteht auch heute noch aus unverändertem Zweck.

## Aufbau der Organisation
Heute gibt es verschiedene Arten von Mitgliedsstati:
1. Das „Board of Governors“ das die Vorstandsmitglieder des Vereins beinhaltet.

2. Die einfachen Mitglieder (Councillors) werden in „His Majesty´s Council“ zusammengefasst, das die Ratsversammlung bildet.

## Leistungen
- Schaffung des Ak-Sar-Ben Rodeos, einer Mehrzweckarena
- Das River City Roundup, das eine Mehrzahl von Veranstaltungen zusammenfasst. Vor allem finden beim River City Roundup aber Musikkonzerte und Westernshows statt.
- Der Coronation-Ball
- Die 4-H Live Stock Show, einer Ausstellung, an der 4-köpfige Familien aus acht ausgewählten Staaten teilnehmen dürfen.
- Gründung des American Hockey League Eishockeyteams der Omaha Ak-Sar-Ben Knights in Kooperation mit den Calgary Flames, als deren Farmteam, die jedoch 2007 den Spielbetrieb einstellten und nach Illinois abwanderten.
- Stipendienprogramme